# Palicourea cardonae
Palicourea cardonae är en måreväxtart som beskrevs av Julian Alfred Steyermark. Palicourea cardonae ingår i släktet Palicourea och familjen måreväxter. Inga underarter finns listade i Catalogue of Life.